# ماكسويل بيري كوتون
ماكسويل بيري كوتون (بالإنجليزية: Maxwell Perry Cotton)‏ ممثل أمريكي ولد في 7 مايو 2000 في سان دييغو، كاليفورنيا، الولايات المتحدة بدأ مشواره الفني عام 2006.

## روابط خارجية
- ماكسويل بيري كوتون على موقع IMDb (الإنجليزية)
- ماكسويل بيري كوتون على موقع ألو سيني (الفرنسية)
- ماكسويل بيري كوتون على موقع أول موفي (الإنجليزية)
- ماكسويل بيري كوتون على موقع قاعدة بيانات الأفلام السويدية (السويدية)
- ماكسويل بيري كوتون على موقع قاعدة بيانات الفيلم (الإنجليزية)
- ماكسويل بيري كوتون على موقع كينوبويسك (الروسية)
- الموقع الرسمي